# Iraanse rouwmees
De Iraanse rouwmees (Poecile hyrcanus; synoniem: Parus hyrcanus) is een zangvogel uit de familie  Paridae (mezen).

## Verspreiding en leefgebied
Deze soort komt voor in de bergen van zuidoostelijk Azerbeidzjan en noordelijk Iran.